# Sziłkowci
Sziłkowci (bułg. Шилковци) – wieś w Bułgarii, w obwodzie Wielkie Tyrnowo, w gminie Elena. W 2024 roku liczyła 9 mieszkańców.